# Мідвей (фільм, 2019)
«Мідвей» (англ. Midway) — американський епічний воєнний фільм режисера Роланда Еммеріха, знятий за сценарієм Веса Тука. У фільмі знялися Ед Скрейн, Патрік Вілсон, Люк Еванс, Аарон Екгарт, Нік Джонас, Менді Мур, Денніс Квейд, Даррен Крісс і Вуді Гаррелсон у головних ролях.
Реліз фільму запланований на 8 листопада 2019 року у США (Lionsgate), в Україні — 21 листопада 2019 року.

## Сюжет
Фільм присвячений битві за Мідвей - переламному моменту на Тихоокеанському театрі воєнних дій Другої світової війни.

## У ролях
| Актор             | Роль                                                        |
| ----------------- | ----------------------------------------------------------- |
| Ед Скрейн         | лейтенант Дік Бест                                          |
| Патрік Вілсон     | лейтенант-командер Едвін Т. Лейтон                          |
| Люк Еванс         | лейтенант-командер Вейд Мак-Класкі                          |
| Аарон Екгарт      | підполковник Джеймс Дуліттл                                 |
| Нік Джонас        | помічник авіаційного механіка Бруно Гайдо                   |
| Менді Мур         | Енн Бест                                                    |
| Даррен Крісс      | лейтенант-командер Юджин Ліндсі                             |
| Вуді Гаррельсон   | адмірал Честер Німіц                                        |
| Денніс Квейд      | віцеадмірал Вільям Голсі                                    |
| Джейк Вебер       | контр-адмірал Реймонд Спрюенс                               |
| Бреннан Браун     | командир Джозеф Рошфор                                      |
| Александер Людвіг | лейтенант Рой Пірс                                          |
| Кіан Джонсон      | начальник авіаційних радистів Джеймс Мюррей                 |
| Марк Ролстон      | Керівник військово-морськими операціями адмірал Ернест Кінг |
| Брендон Скленар   | енсін Джордж Гей                                            |
| Джеймс Карпінелло | лейтенант-командер Вільям Брокман                           |
| Люк Клейнтанк     | лейтенант Кларенс Ерл Дікінсон                              |
| Джейк Менлі       | енсін Віллі Вест                                            |
| Ецусі Тоекава     | адмірал Ямамото Ісороку                                     |
| Дзюн Кунімура     | віцеадмірал Тюїті Наґумо                                    |
| Асано Таданобу    | контр-адмірал Тамон Ямагуті                                 |
| Пітер Шінконда    | Командер Мінору Генда                                       |
| Хіромото Іда      | Генерал Тодзьо Хідекі                                       |
| Хіроакі Шінтані   | Імператор Хірохіто                                          |
| Джеффрі Блейк     | кінорежисер Джон Форд                                       |

## Виробництво
23 травня 2017 року повідомлялося, що Роланд Еммеріх буде режисером фільму про Другу світову війну «Мідвей». У квітні 2018 року Вуді Гаррельсон та Менді Мур приєдналися до акторського складу фільму. У липні 2018 року Люк Еванс отримав роль лейтенанта-командера Вейда Мак-Класкі, який був нагороджений Військово-морським хрестом за роль у битві на Мідвеї. Оператором фільму став Робі Баумгартнер.
У серпні 2018 року до акторського складу приєднались Патрік Вілсон, Ед Скрейн, Аарон Екгарт, Нік Джонас, Асано Таданобу та Денніс Квейд. У вересні до них приєдналися Даррен Крісс, Александр Людвіг та Брендон Скленар. Знімання фільму розпочали 5 вересня 2018 року в Гонолулу, Гаваї. Також знімання відбувалося у Монреалі, Квебек.
У листопаді 2018 року було оголошено, що Scanline VFX буде створювати візуальні ефекти, Pixomondo підписала контракт на надання додаткових візуальних ефектів.

## Випуск
У США фільм вийде 8 листопада 2019 року, вихідні дні на День ветеранів.

### Маркетинг
Тизер-постер до фільму вийшов 4 червня 2019 року, він також був присвячений 77-й річниці битви при Мідвеї. 13 фотографій, на яких зображені сцени з фільму, були опубліковані 26 червня 2019 року, а перший трейлер до фільму вийшов наступного дня (27 червня).